# Margot Hellwig

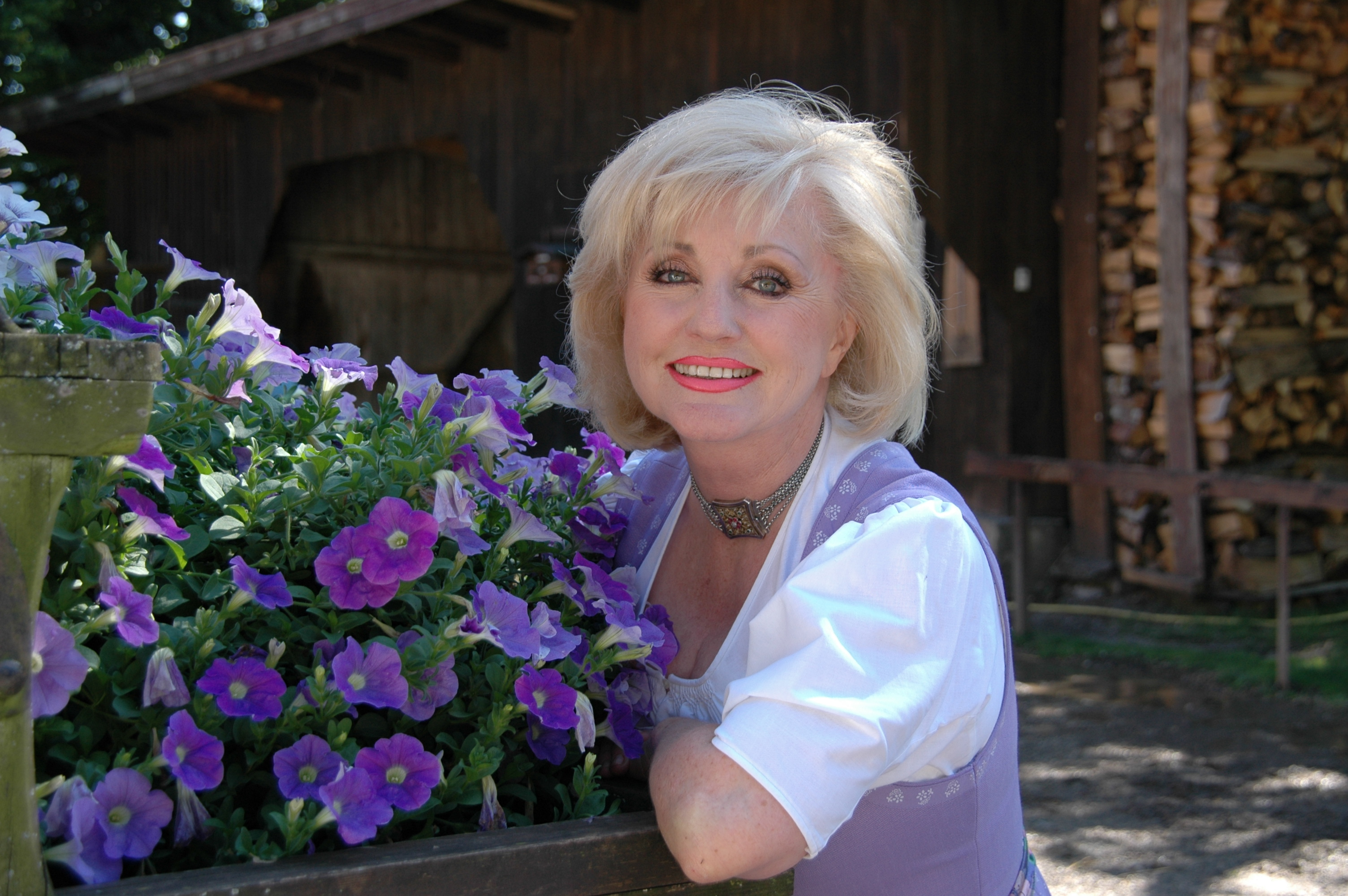
Margot Hellwig (2007)

Margot Hellwig (geborene Fischer, verheiratete Lindermayr; * 5. Juli 1941 in Reit im Winkl) ist eine deutsche Sängerin volkstümlicher Musik. Gemeinsam mit ihrer Mutter Maria Hellwig (1920–2010) trat sie als Duo Maria und Margot Hellwig auf.

## Leben und Wirken
Margot Hellwig wurde als Tochter von Joseph Fischer und Maria Fischer, geborene Neumaier, geboren; der Vater fiel kurz nach ihrer Geburt im Zweiten Weltkrieg. Die Mutter heiratete 1948 den Kaufmann und Musiker Addi Hellwig. Nach ihrer Schulausbildung nahm Margot Gesangsunterricht bei der Opernsängerin und Gesangspädagogin Elisabeth Hallstein (Mutter von Ingeborg Hallstein) und bei Franz Reuter-Wolf.
Maria Hellwig konnte bereits Ende der 1950er Jahre ihre ersten Erfolge als Sängerin verbuchen. 1963 erschien dann die erste gemeinsame Aufnahme von Mutter und Tochter Hellwig, der Feierabendjodler. Damit begann auch für Margot Hellwig eine Gesangskarriere an der Seite ihrer Mutter. Es folgten zahlreiche Tourneen durch ganz Europa, Amerika sowie andere Länder. Zusammen mit Mutter Maria Hellwig moderierte sie Fernsehsendungen wie Die Heimatmelodie (RTL von 1984 bis 1990) oder Servus, Gruezi und Hallo (RTL 1990–1993). Solistisch ist Margot Hellwig seit 1989 tätig. Ihr Repertoire ist breit gefächert und reicht von volkstümlichen Liedern, Volksliedern, Jodlern über Operettenmelodien, klassischen Liedern bis hin zu populären Musicalhits. Sie war Gastgeberin zahlreicher Tourneen, wie Volksmusik ist Trumpf und Edelweiß der Volksmusik. 2008 feierte sie mit ihrer Mutter das 45-jährige gemeinsame Gesangsjubiläum.
Ab 1995 traten Margot und Maria Hellwig mit dem Duo Treibsand gemeinsam als „Das fröhliche Kleeblatt der Volksmusik“ auf. Die vier Musiker lernten sich während einer Fernsehaufzeichnung kennen. Das erste gemeinsame Lied Hallo, wie geht’s wurde ein Erfolg. 2005 wurden sie für ihr gemeinsames Album Alt und jung gehören zusammen bei einer Jubiläums-Gala in Reit im Winkl mit einer goldenen CD ausgezeichnet.
Margot Hellwig war ab 1961 mit ihrem ehemaligen Lehrer Arthur Lindermayr (1926–2016) verheiratet, den sie als Schülerin im Alter von 16 Jahren kennengelernt hatte. Sie hat zwei 1966 und 1968 geborene Söhne und lebt in München. Aufgrund des Gesundheitszustandes ihres Mannes beendete sie 2015 mit dem Lied Sag beim Abschied leise Servus, welches sie mit Florian Silbereisen in dessen Adventssendung vortrug, ihre Bühnenkarriere.

## Diskografie (Auswahl)
Alben
- Lieder von Herz zu Herz – mit Alfons Bauer und seinen Almdudlern (Polydor; 1991)
- Auf geht’s Musikanten (Isarton; 1992)
- Die Rosen der Madonna (Sony; 1994)
- Der Himmel küßt die Berge (Sony; 1995)
- Sterne der Heimat (Ariola; 1997)
- Laßt die Musik erklingen (Tyrolis; 1998)
- Ein Märchenschloß in den Bergen (Tyrolis; 2001)
- Ein kleines Stück vom Paradies (Tyrolis; 2003)
- Grüß die schöne Welt von mir (Rubin Records; 2006)
- Das Ave Maria der Jahreszeiten (Rubin Records; 2009)
- Zauberland der Musik (Edel Records; 2011)
- Herzenswünsche – Das große Jubiläumsalbum (Rubin Records; 2013)
- Festliche Stunden (Rubin Records; 2014)